# Holger Scheiding
Holger von Scheiding, född 1583, död 20 mars 1631 i Nyköping, var en svensk adelsman och ståthållare i Nyköpings län.

## Biografi
Holger Scheiding föddes 1583. Han var son till hovmästaren Christoffer von Scheiding och 
Magdalena Rosengren. Scheiding blev 1617 kammarjunkare hos Hertig Johan av Östergötland. År 1626 kallades han ståthållare i Nyköpings län. Scheiding avled 20 mars 1631 på Nyköpings slott och begravdes tillsammans med sin fru i Sankt Nicolai kyrka, Nyköping. Över södra porten i kyrkan hängdes han och hans frus vapensköldar upp 1644.
Han ägde gårdarna Skedevid i Tjärstads socken och Götenvik i Häradshammars socken.

### Familj
Scheiding gifte sig med Christina Nilsdotter (Natt och Dag). Hon var dotter till hovmästaren Nils Nilsson (Natt och Dag) och Anna Bengtsdotter Gylta.